# Драфт НБА 2022 года
Драфт НБА 2022 года состоялся 23 июня 2022 года в спортивном комплексе «Барклайс-центр» в Бруклинe, Нью-Йорк. Команды НБА выбирают баскетболистов-любителей из университетов США, а также других кандидатов, официально зарегистрированных для участия в драфте, в том числе иностранцев. Трансляцию полностью провёл телеканал ESPN. На ABC был показан только первый раунд драфта. На драфте было выбрано 58 пиков из обычных 60, так как НБА аннулировала выборы второго раунда «Майами Хит» и «Милуоки Бакс» из-за несанкционированных контактов со свободными агентами. Под первым номером на драфте был выбран «Орландо Мэджик» первокурсник из университета Дьюк Паоло Банкеро.

## Драфт
| РЗ | Разыгрывающий защитник | АЗ | Атакующий защитник | ЛФ | Лёгкий форвард | ТФ | Тяжёлый форвард | Ц | Центровой |

| Раунд | Пик             | Игрок              | Позиция         | Страна                          | Клуб | Колледж/Школа/команда                                                                                     |
| ----- | --------------- | ------------------ | --------------- | ------------------------------- | --- | --- |
| 1     | 1               | Паоло Банкеро      | ТФ              | Италия · США                    | Орландо Мэджик                                                                                            | Дьюк (1-й курс)                                                                                           |
| 1     | 2               | Чет Холмгрен       | ТФ/Ц            | США                             | Оклахома-Сити Тандер                                                                                      | Гонзага (1-й курс)                                                                                        |
| 1     | 3               | Джабари Смит-мл.   | ТФ              | США                             | Хьюстон Рокетс                                                                                            | Обёрн (1-й курс)                                                                                          |
| 1     | 4               | Киган Мюррей       | ТФ              | США                             | Сакраменто Кингз                                                                                          | Айова (2-й курс)                                                                                          |
| 1     | 5               | Джейден Айви       | АЗ              | США                             | Детройт Пистонс                                                                                           | Пердью (2-й курс)                                                                                         |
| 1     | 6               | Беннедикт Матурин  | АЗ/ЛФ           | Канада                          | Индиана Пэйсерс                                                                                           | Аризона (2-й курс)                                                                                        |
| 1     | 7               | Шейдон Шарп        | АЗ              | Канада                          | Портленд Трэйл Блэйзерс                                                                                   | Кентукки (1-й курс)                                                                                       |
| 1     | 8               | Дайсон Дэниелс     | РЗ/АЗ           | Австралия                       | Нью-Орлеан Пеликанс (из ЛА Лейкерс)                                                                       | G League Ignite (Джи-Лига)                                                                                |
| 1     | 9               | Джереми Сохан      | ТФ              | Польша                          | Сан-Антонио Спёрс                                                                                         | Бэйлор (1-й курс)                                                                                         |
| 1     | 10              | Джонни Дэвис       | АЗ              | США                             | Вашингтон Уизардс                                                                                         | Висконсин (2-й курс)                                                                                      |
| 1     | 11              | Усман Дьенг        | ЛФ              | Франция                         | Нью-Йорк Никс (права с драфта обменяны в Оклахома-Сити)                                                   | Нью-Зиланд Брейкерс (Австралия)                                                                           |
| 1     | 12              | Джейлен Уильямс    | АЗ              | США                             | Оклахома-Сити Тандер (от ЛА Клипперс)                                                                     | Санта-Клара (3-й курс)                                                                                    |
| 1     | 13              | Джейлен Дюрен      | Ц               | США                             | Шарлотт Хорнетс                                                                                           | Мемфис (1-й курс)                                                                                         |
| 1     | 14              | Очаи Агбаджи       | АЗ              | США                             | Кливленд Кавальерс                                                                                        | Канзас (4-й курс)                                                                                         |
| 1     | 15              | Марк Уильямс       | Ц               | США                             | Шарлотт Хорнетс (от Нью-Орлеана)                                                                          | Дьюк (2-й курс)                                                                                           |
| 1     | 16              | Эй-Джей Гриффин    | ЛФ              | США                             | Атланта Хокс                                                                                              | Дьюк (1-й курс)                                                                                           |
| 1     | 17              | Тари Исон          | ТФ              | США                             | Хьюстон Рокетс (от Бруклина)                                                                              | ЛСЮ (2-й курс)                                                                                            |
| 1     | 18              | Дейлен Терри       | АЗ              | США                             | Чикаго Буллз                                                                                              | Аризона (2-й курс)                                                                                        |
| 1     | 19              | Джейк Ларэвиа      | ЛФ              | США                             | Миннесота Тимбервулвз (права с драфта обменяны в Мемфис)                                                  | Уэйк-Форест (3-й курс)                                                                                    |
| 1     | 20              | Малакай Брэнэм     | АЗ              | США                             | Сан-Антонио Спёрс (от Торонто)                                                                            | Огайо Стэйт (1-й курс)                                                                                    |
| 1     | 21              | Кристиан Браун     | АЗ              | США                             | Денвер Наггетс                                                                                            | Канзас (3-й курс)                                                                                         |
| 1     | 22              | Уокер Кесслер      | Ц               | США                             | Мемфис Гриззлис (от Юты, права с драфта обменяны в Миннесоту)                                             | Обёрн (2-й курс)                                                                                          |
| 1     | 23              | Дэвид Родди        | ЛФ              | США                             | Филадельфия Севенти Сиксерс (права с драфта обменяны в Мемфис)                                            | Колорадо Стэйт (3-й курс)                                                                                 |
| 1     | 24              | Маржон Боучэмп     | АЗ/ТФ           | США                             | Милуоки Бакс (от Милуоки через Кливленд и Хьюстон)                                                        | G League Ignite (Джи-Лига)                                                                                |
| 1     | 25              | Блэйк Уэсли        | РЗ/АЗ           | США                             | Сан-Антонио Спёрс (от Бостона)                                                                            | Нотр-Дам (1-й курс)                                                                                       |
| 1     | 26              | Уэнделл Мур        | ЛФ              | США                             | Даллас Маверикс (права с драфта обменяны в Миннесоту через Хьюстон)                                       | Дьюк (3-й курс)                                                                                           |
| 1     | 27              | Никола Йович       | ЛФ              | Сербия                          | Майами Хит                                                                                                | Мега (Сербия)                                                                                             |
| 1     | 28              | Патрик Болдуин-мл. | ТФ              | США                             | Голден Стэйт Уорриорз                                                                                     | Милуоки (1-й курс)                                                                                        |
| 1     | 29              | Тай-Тай Вашингтон  | РЗ              | США                             | Мемфис Гриззлис (права с драфта обменяны в Хьюстон через Миннесоту)                                       | Кентукки (1-й курс)                                                                                       |
| 1     | 30              | Пейтон Уотсон      | ЛФ              | США                             | Оклахома-Сити Тандер (от Финикса, права с драфта обменяны в Денвер)                                       | УКЛА (1-й курс)                                                                                           |
| 2     | 31              | Эндрю Нембхард     | РЗ              | Канада                          | Индиана Пэйсерс (от Хьюстона через Кливленд)                                                              | Гонзага (4-й курс)                                                                                        |
| 2     | 32              | Калеб Хьюстан      | ЛФ              | Канада                          | Орландо Мэджик                                                                                            | Мичиган (1-й курс)                                                                                        |
| 2     | 33              | Кристиан Колоко    | Ц               | Камерун                         | Торонто Рэпторс (от Детройта через Чикаго, Вашингтон и Сан-Антонио)                                       | Аризона (3-й курс)                                                                                        |
| 2     | 34              | Джейлин Уильямс    | ТФ              | США                             | Оклахома-Сити Тандер                                                                                      | Арканзас (2-й курс)                                                                                       |
| 2     | 35              | Макс Кристи        | АЗ              | США                             | Лос-Анджелес Лейкерс (от Индианы через Милуоки и Орландо)                                                 | Мичиган Стэйт (1-й курс)                                                                                  |
| 2     | 36              | Габриеле Прочида   | АЗ/ЛФ           | Италия                          | Портленд Трэйл Блэйзерс                                                                                   | Фортитудо (Италия)                                                                                        |
| 2     | 37              | Джейден Харди      | АЗ              | США                             | Сакраменто Кингз (права с драфта обменяны в Даллас)                                                       | G League Ignite (Джи-Лига)                                                                                |
| 2     | 38              | Кеннеди Чандлер    | РЗ              | США                             | Сан-Антонио Спёрс (от ЛА Лейкерс через Вашингтон и Чикаго, права с драфта обменяны в Мемфис Гриззлис)     | Теннесси (1-й курс)                                                                                       |
| 2     | 39              | Халифа Диоп        | Ц               | Сенегал                         | Кливленд Кавальерс (от Сан-Антонио через Юту)                                                             | Гран-Канария (Испания)                                                                                    |
| 2     | 40              | Брайс МакГауэнс    | АЗ              | США                             | Миннесота Тимбервулвз (от Вашингтона через Кливленд, права с драфта обменяны в Шарлотт)                   | Небраска (1-й курс)                                                                                       |
| 2     | 41              | Эй-Джей Лидделл    | ТФ              | США                             | Нью-Орлеан Пеликанс                                                                                       | Огайо Стэйт (3-й курс)                                                                                    |
| 2     | 42              | Тревор Килс        | АЗ              | США                             | Нью-Йорк Никс                                                                                             | Дьюк (1-й курс)                                                                                           |
| 2     | 43              | Мусса Диабате      | ТФ              | Франция                         | Лос-Анджелес Клипперс                                                                                     | Мичиган (1-й курс)                                                                                        |
| 2     | 44              | Райан Роллинз      | АЗ              | США                             | Атланта Хокс (права с драфта обменяны в Голден Стэйт)                                                     | Толедо (2-й курс)                                                                                         |
| 2     | 45              | Джош Майнотт       | ЛФ              | Ямайка · США                    | Шарлотт Хорнетс (права с драфта обменяны в Миннесоту)                                                     | Мемфис (1-й курс)                                                                                         |
| 2     | 46              | Исмаэль Камагате   | Ц               | Франция                         | Детройт Пистонс (от Бруклина)                                                                             | Париж (Франция)                                                                                           |
| 2     | 47              | Винс Уильямс-мл.   | АЗ/ЛФ           | США                             | Мемфис Гриззлис (от Кливленда через Атланту и Нью-Орлеан)                                                 | ВКЮ (4-й курс)                                                                                            |
| 2     | 48              | Кендалл Браун      | ЛФ              | США                             | Миннесота Тимбервулвз (права с драфта обменяны в Индиану)                                                 | Бэйлор (1-й курс)                                                                                         |
| 2     | 49              | Айзейя Мобли       | ТФ              | США                             | Кливленд Кавальерс (от Чикаго через Детройт, Мемфис и Сакраменто)                                         | ЮСК (3-й курс)                                                                                            |
| 2     | 50              | Маттео Спаньоло    | АЗ              | Италия                          | Миннесота Тимбервулвз (от Денвера через Филадельфию)                                                      | Кремона (Италия)                                                                                          |
| 2     | 51              | Тайриз Мартин      | АЗ              | США                             | Голден Стэйт Уорриорз (от Торонто через Филадельфию, права с драфта обменяны в Атланту)                   | Коннектикут (4-й курс)                                                                                    |
| 2     | 52              | Карло Маткович     | Ц               | Хорватия · Босния и Герцеговина | Нью-Орлеан Пеликанс (от Юты)                                                                              | Мега (Сербия)                                                                                             |
| 2     | 53              | Джей-Ди Дэвисон    | РЗ              | США                             | Бостон Селтикс                                                                                            | Алабама (1-й курс)                                                                                        |
| 2     | Аннулирован пик | Аннулирован пик    | Аннулирован пик | Аннулирован пик                 | Милуоки Бакс (Аннулирован пик второго раунда из-за нарушений правил tampering)                            | Милуоки Бакс (Аннулирован пик второго раунда из-за нарушений правил tampering)                            |
| 2     | Аннулирован пик | Аннулирован пик    | Аннулирован пик | Аннулирован пик                 | Майами Хит (от Филадельфии через Денвер; Аннулирован пик второго раунда из-за нарушений правил tampering) | Майами Хит (от Филадельфии через Денвер; Аннулирован пик второго раунда из-за нарушений правил tampering) |
| 2     | 54              | Янник Нзоса        | Ц               | ДР Конго                        | Вашингтон Уизардс (от Далласа)                                                                            | Малага (Испания)                                                                                          |
| 2     | 55              | Ги Сантос          | ЛФ              | Бразилия                        | Голден Стэйт Уорриорз                                                                                     | Минас (Бразилия)                                                                                          |
| 2     | 56              | Люк Траверс        | АЗ              | Австралия                       | Кливленд Кавальерс (от Майами через Индиану)                                                              | Перт Уайлдкэтс (Австралия)                                                                                |
| 2     | 57              | Джабари Уокер      | ТФ              | США                             | Портленд Трэйл Блэйзерс (от Мемфиса через Юту)                                                            | Колорадо (2-й курс)                                                                                       |
| 2     | 58              | Уго Бессон         | РЗ              | Франция                         | Индиана Пэйсерс (от Финикса)                                                                              | Нью-Зиланд Брейкерс (Австралия)                                                                           |

1. ↑  Указывается сборная, за которую выступает игрок или его национальность. Если игрок не выступал на международном уровне, то указывается сборная, которую игрок имеет право представлять в соответствии с правилами ФИБА.

## Сделки с участием драфт пиков

### Сделки перед драфтом
1. 1 2 3  6 июля 2019 года : из Лос-Анджелес Лейкерс в Нью-Орлеан Пеликанс (трёхсторонний обмен с участием Вашингтон Уизардс)[4]

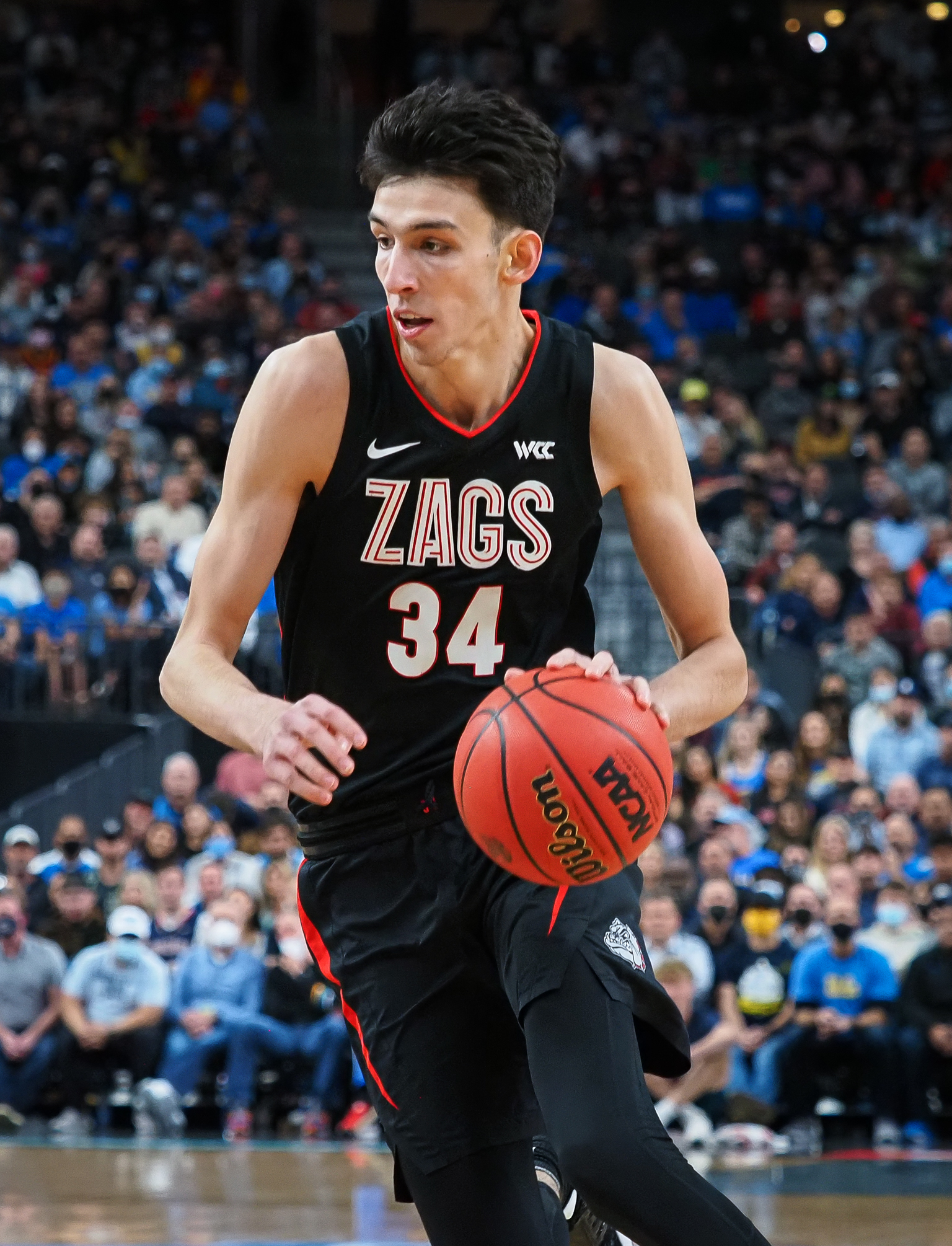
Чет Холмгрен был выбран под 2-м номером «Оклахома-Сити Тандер».

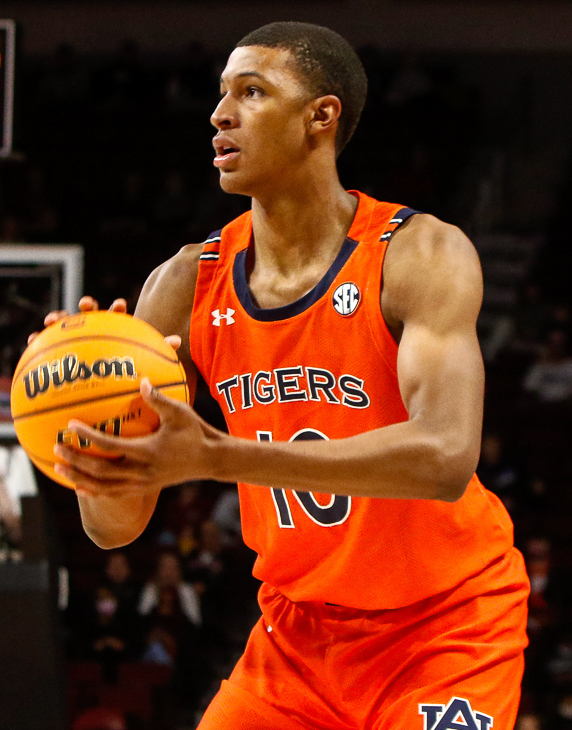
Джабари Смит-мл. был выбран под 3-м номером «Хьюстон Рокетс».

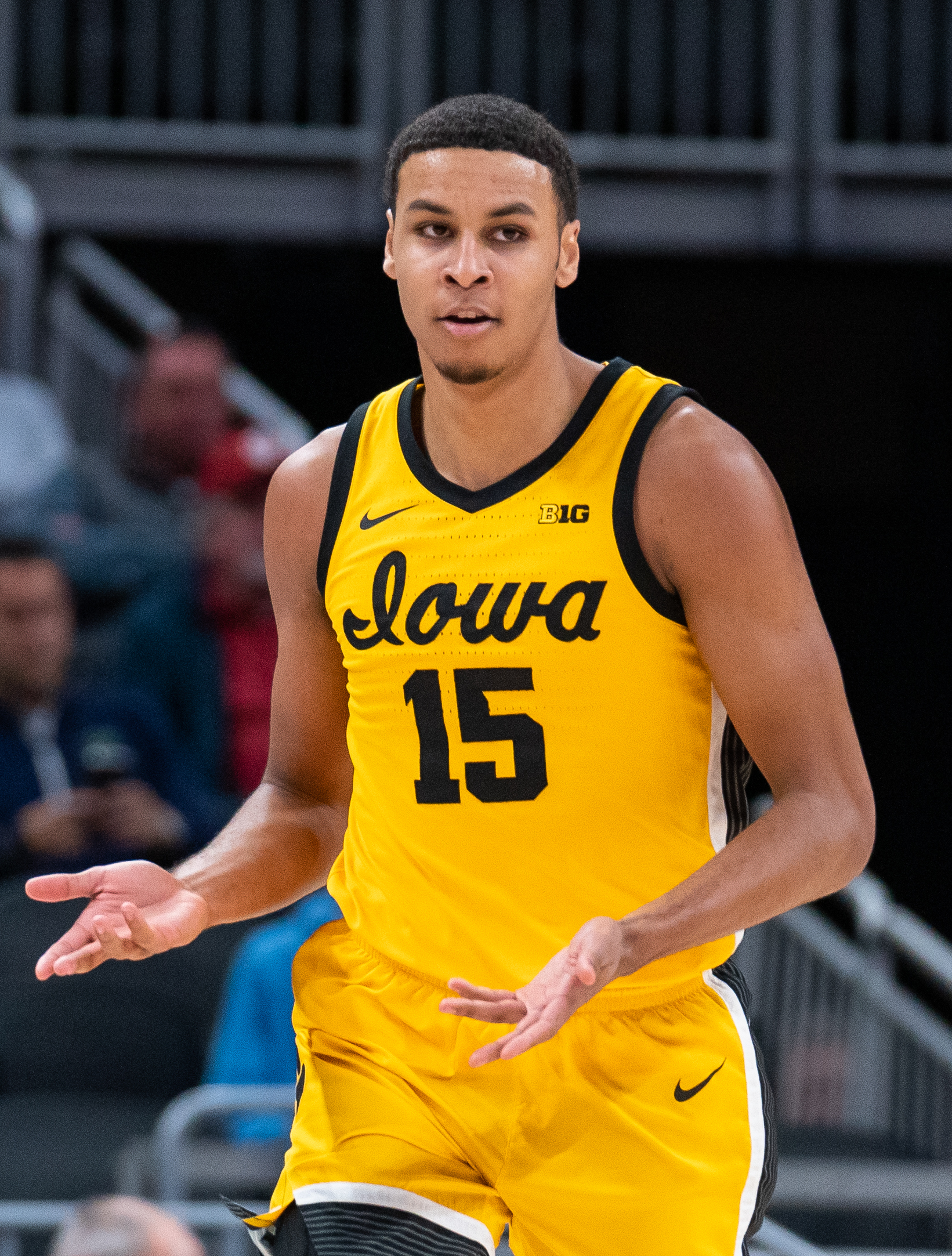
Киган Мюррей был выбран под 4-м номером «Сакраменто Кингз».

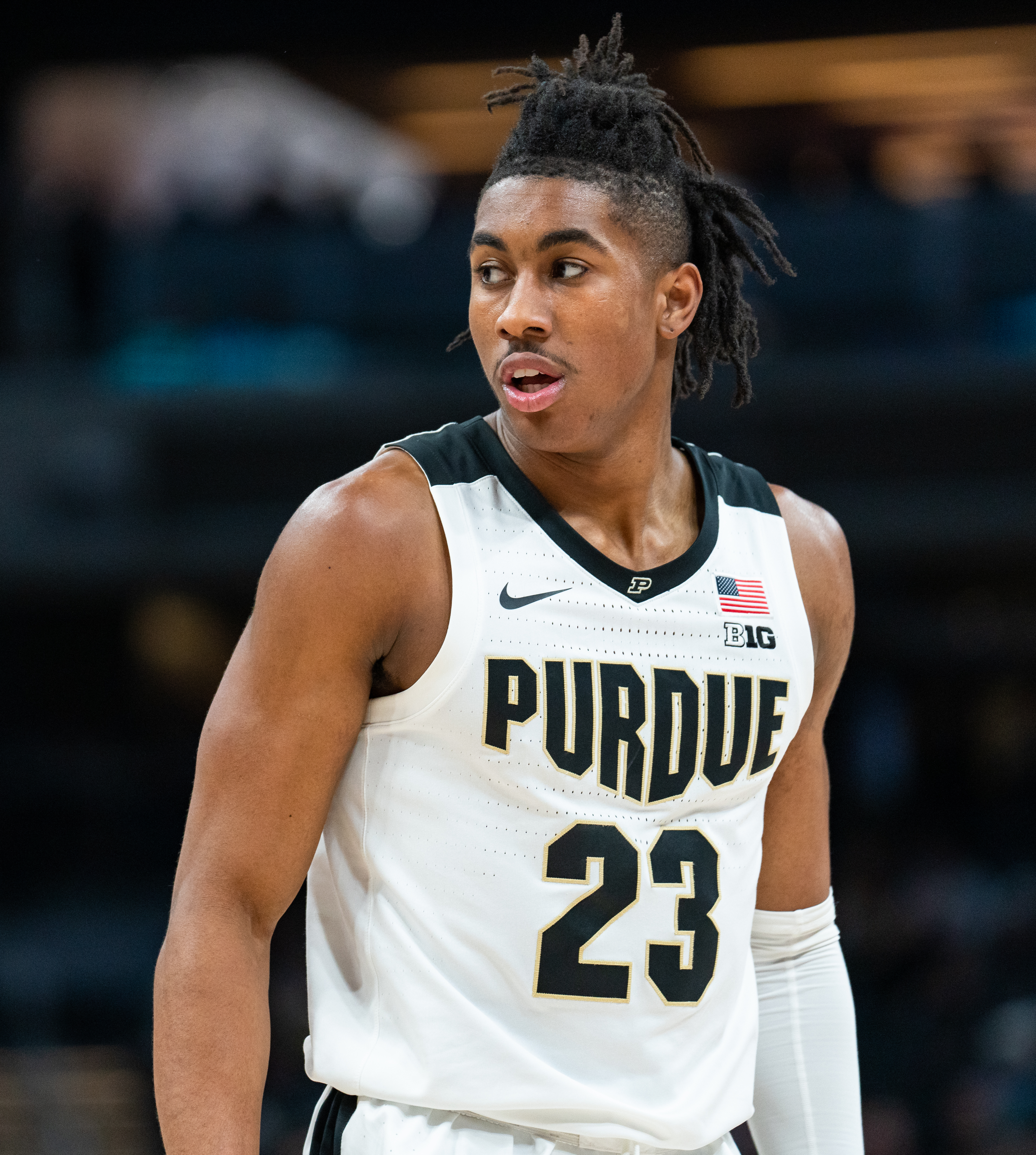
Джейден Айви был выбран под 5-м номером «Детройт Пистонс».

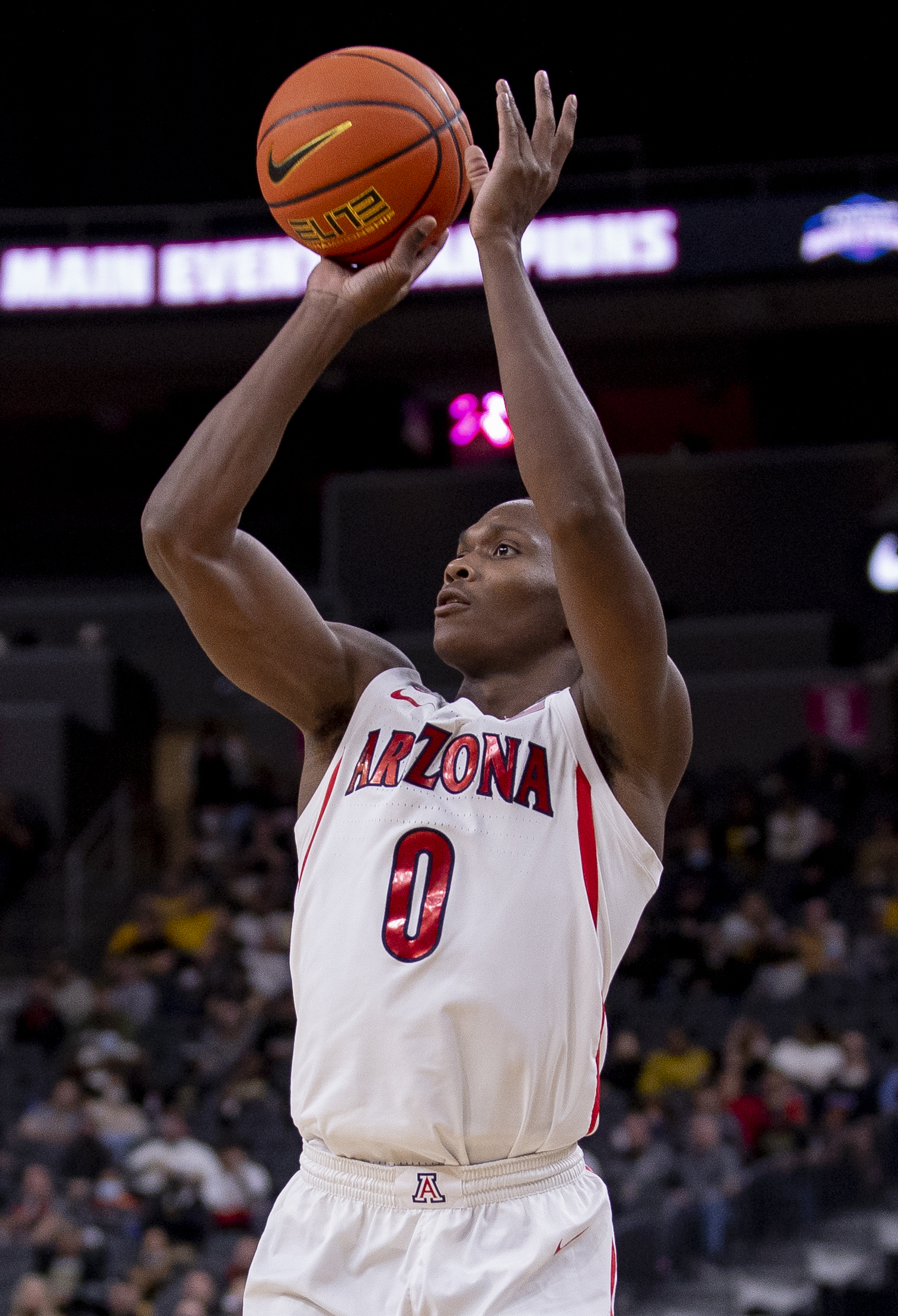
Беннедикт Матюрен был выбран под 6-м номером «Индиана Пэйсерс».

  - Вашингтон приобрёл Морица Вагнера, Исаака Бонгу, Джемеррио Джонса, драфт-пик второго раунда 2022 года
  - ЛА Лейкерс приобрёл Энтони Дэвиса.
  - Нью-Орлеан Пеликанс приобрёл Брэндона Ингрэма, Лонзо Болла, Джоша Харта, выборы в первом раунде 2019 и 2024 годов, защищённый выбор первого раунда 2021 года и возможность обменять выбор первого раунда 2023 года.
2. ↑  10 июля 2019: от Лос-Анджелес Клипперс к Оклахома-Сити Тандер[6]
  - Оклахома-Сити приобрела Данилу Галлинари, Шея Гилджес-Александера, драфт-пик Майами первого раунда 2021 года, драфт-пик первого раунда 2022 года, драфт-пик Майами первого раунда 2023 года, драфт-пик первого раунда 2024 года, драфт-пик первого раунда 2026 года, опцию Тандер на обмен драфт-пиками первого раунда 2023 и 2025 годов с Клипперс
  - ЛА Клипперс приобрёл Пола Джорджа
3. ↑  7 августа 2021: от Нью-Орлеан Пеликанс к Шарлотт Хорнетс (трёхсторонний обмен с участием Мемфис Гриззлис)[7]
  - Мемфис приобрёл Стивена Адамса, Эрика Бледсо, защищенный драфт-пик первого раунда 2022 года, права с драфта на Заира Уильямса и Джареда Батлера
  - Нью-Орлеан приобрёл Йонаса Валанчюнаса, Девонте Грэма, права с драфта на Трея Мёрфи и Брэндона Бостона
  - Шарлотт приобрёл Уэсли Айванду, права с драфта на Тайлера Харви, защищенный драфт-пик первого раунда 2022 года
4. 1 2  16 января 2021 : от Бруклин Нетс к Хьюстон Рокетс (четырёхсторонний обмен с участием Кливленд Кавальерс и Индиана Пэйсерс)[8][9]
  - Бруклин приобрёл Джеймса Хардена
  - Кливленд Кавальерс приобрёл Джарретта Аллена, Торина Принса, права с драфта на Александра Везенкова
  - Индиана приобрела Кариса Леверта, драфт-пики второго раунда 2023, 2024 годов
  - Хьюстон приобрел Родиона Куруца, Виктора Оладипо, Данте Экзама, драфт-пики первого раунда 2022, 2024, 2026 «Бруклина», опцию обмена драфт-пиками первого раунда 2021, 2023, 2025, 2027 годов с «Бруклином», драфт-пик первого раунда 2022 года «Милуоки»
5. 1 2 3  10 февраля 2022 : от Торонто Рэпторс к Сан-Антонио Спёрс[11]
  - Сан-Антонио приобрёл Горана Драгича, защищенный драфт-пик первого раунда 2022 года
  - Торонто приобрёл Дрю Юбэнкса, Таддеуса Янга, драфт-пик второго раунда 2022 года
6. ↑  6 июля 2019 : от Юта Джаз к Мемфис Гриззлис[12]
  - Мемфис приобрёл Грэйсона Аллена, Кайла Корвера, Джея Краудера, защищенный драфт-пик первого раунда, права с драфта на Дариуса Бэйзли
  - Юта приобрела Майка Конли
7. 1 2  7 декабря 2018: от Вашингтон Уизардс к Кливленд Кавальерс (трёхсторонний обмен с участием Милуоки Бакс)[36]
  - Кливленд приобрёл Мэттью Деллаведова, Джона Хенсона, драфт-пик «Милуоки» второго раунде 2021 годов, драфт-пик «Вашингтона» второго раунде 2022 года, защищенный драфт-пик первого раунда Милуоки
  - Милуоки приобрёл Джорджа Хилла, Джейсона Смита, драфт-пик второго раунда 2020 года, драфт-пик «Вашингтона» второго раунде 2021 года, дополнительное условие по драфт-пику
  - Вашингтон приобрёл Сэма Деккера, защищенный драфт-пик второго раунда 2020 года
8. ↑  19 марта 2021 : от Хьюстон Рокетс к Милуоки Бакс<[14]
  - Хьюстон приобрёл Ди Джея Огастина, Ди Джея Уилсона, драфт-пик первого раунда 2023 года, опцию обмена драфт-пика второго раунда Рокетс на драфт-пик первого раунда Бакс на драфте 2021 года
  - Милуоки приобрёл Пи Джея Такера, Родиона Куруца, драфт-пик первого раунда 2022 года
9. ↑  10 февраля 2022 : от Бостон Селтикс к Сан-Антонио Спёрс[15]
  - Сан-Антонио приобрёл Ромео Лэнгфорда, Джоша Ричардсона, защищенный драфт-пик первого раунда 2022 года, опцию обмена защищенного драфт-пика первого раунда 2028 года
  - Бостон приобрёл Деррика Уайта
10. ↑  16 ноября 2020 : от Финикс Санз к Оклахома-Сити Тандер[18]
  - Оклахома-Сити приобрела Келли Обри, Рики Рубио, Тая Джерома, Джейлена Лекью, защищенный драфт-пик первого раунда 2022 года
  - Финикс приобрёл Криса Пола, Абдель Надера
11. ↑  7 февраля 2019 года: из Хьюстон Рокетс в Кливленд Кавальерс (трёхсторонняя сделка с Сакраменто Кингз)[20]
  - Кливленд приобрёл Брэндона Найта, Маркеса Крисса, драфт-пик «Хьюстона» первого раунда 2019 года, драфт-пик «Хьюстона» второго раунде 2022 года
  - Хьюстон приобрёл Ника Стаускаса,Уэйда Болдуина, Имана Шамперта, драфт-пик «Милуоки» второго раунда 2021 года
  - Сакраменто приобрёл Алека Бёркса, драфт-пик «Хьюстона» второго раунда 2020 года
12. 1 2  7 февраля 2022 : от Кливленд Кавальерс к Индиана Пэйсерс[21]
  - Кливленд приобрёл Кариса Леверта, драфт-пик «Майами» второго раунда 2022 года
  - Индиана приобрела Рики Рубио, защищенный драфт-пик первого раунда 2022 года, драфт-пик «Хьюстона» второго раунде 2022 года, драфт-пик «Юты» второго раунде 2027 года
13. 1 2 3  8 февраля 2018 : от Детройт Пистонс к Чикаго Буллз[22]
  - Детройт приобрёл Джамира Нельсона
  - Чикаго Буллз приобрёл Уилли Рида, опцию обмена драфт-пиками второго раунда 2022 года
14. 1 2  7 июля 2019 : от Чикаго Буллз к Вашингтон Уизардс[23]
  - Вашингтон приобрёл драфт-пик второго раунда 2020 года, дополнительное условие по драфт-пикам
  - Чикаго Буллз приобрёл Томаш Саторанский
15. 1 2  6 августа 2021 : от Вашингтон Уизардс к Сан-Антонио Спёрс (пятисторонний обмен с участием Бруклин Нетс, Индиана Пэйсерс, Лос-Анджелес Лейкерс)[24][25]
  - Индиана приобрела права с драфта на Айзею Джексона
  - Бруклин приобрёл драфт-пик второго раунда 2024 года, опцию обмена драфт-пика второго раунда 2025 года, права с драфта на Николу Милутинова
  - Лос-Анджелес приобрёл Расселла Уэстбрука, драфт-пик второго раунда 2023, 2024, 2028 годов
  - Сан-Антонио приобрёл Чендлера Хатчисона, драфт-пик второго раунда 2022 года
  - Вашингтон приобрёл Спенсера Динвидди, Кайла Кузму, Кентавиуса Колдуэлла-Поупа, Монтреза Харрелла, Аарона Холидея, права с драфта на Айзею Тодда
16. ↑  6 июля 2019: от Индиана Пэйсерс к Милуоки Бакс[26]
  - Милуоки приобрёл защищенный защищенный драфт-пик первого раунда 2020 года, драфт-пик второго раунда 2025 года, защищенный драфт-пик второго раунда
  - Индиана приобрела Малкольма Брогдона через подписание и обмен
17. ↑  18 ноября 2020: от Милуоки Бакс к Орландо Мэджик[27]
  - Милуоки приобрёл драфт-пик «Орландо» второго раунда 2020 года
  - Орландо приобрёл два драфт-пика второго раунда
18. ↑  23 июня 2022: от Орландо Мэджик к Лос-Анджелес Лейкерс[28]
  - ЛА Лейкерс приобрёл драфт-пик «Индианы» второго раунда 2022 года
  - Орландо приобрёл драфт-пик второго раунда 2028 года, денежное вознаграждение
19. 1 2  8 февраля 2018 : от Детройт Пистонс к Мемфис Гриззлис[30]
  - Детройт приобрёл Джеймса Энниса
  - Мемфис приобрёл Брайса Джонсона, драфт-пик второго раунда 2022 года
20. 1 2  19 ноября 2020: от Сакраменто Кингз к Мемфис Гриззлис[31]
  - Мемфис приобрёл права с драфта на Ксавьера Тиллмана
  - Сакраменто приобрёл права с драфта на Роберта Вударда, драфт-пик второго раунда 2022 года
21. ↑  8 августа 2021: от Чикаго Буллз к Сан-Антонио Спёрс[32]
  - Чикаго приобрёл Демара Дерозана
  - Сан-Антонио приобрёл Таддеуса Янга, Аль-Фарука Амину защищенный драфт-пик первого раунда 2025 года, драфт-пики второго раунда 2022 и 2025 годов
22. ↑  7 июля 2016 : от Сан-Антонио Спёрс к Юта Джаз[34]
  - Сан-Антонио Спёрс приобрёл права с драфта на Оливье Хэнлана
  - Юта приобрела Бориса Дьяо, драфт-пик второго раунда 2022 года, денежное вознаграждение
23. ↑  23 декабря 2019 : от Юта Джаз к Кливленд Кавальерс[35]
  - Кливленд Кавальерс приобрёл Данте Экзама, два драфт-пика второго раунда
  - Юта приобрела Джордана Кларксона
24. ↑  3 августа 2021: от Кливленд Кавальерс к Миннесота Тимбервулвз[37]
  - Кливленд приобрёл Рики Рубио
  - Миннесота приобрела Торина Принса, драфт-пик «Вашингтона» второго раунде 2022 года, денежное вознаграждение
25. ↑  4 сентября 2021 : от Бруклин Нетс к Детройт Пистонс[40]
  - Детройт приобрёл Деандре Джордана, драфт-пики второго раунда 2022, 2024, 2025, 2027 годов, денежное вознаграждение
  - Бруклин приобрёл Секу Думбуя, Джалила Окафора
26. ↑  7 января 2017 от Кливленд Кавальерс к Атланта Хокс[41]
  - Атланта приобрела Майка Данливи, Мо Уильямса, защищенный драфт-пик первого раунда 2020 года, денежное вознаграждение
  - Кливленд приобрёл Кайла Корвера
27. ↑  7 июля 2019 года от Атланта Хокс к Нью-Орлеан Пеликанс[42]
  - Атланта приобрела Соломона Хилла, права с драфта на Де’Андре Хантера, права с драфта на Джордана Боуна, защищенный драфт-пик второго раунда 2023 года
  - Нью-Орлеан приобрёл права с драфта на Джексона Хейза, Никейла Александера-Уокера, права с драфта на Маркоса Лузада Силва, защищенный драфт-пик первого раунда 2020 года
28. ↑  7 августа 2021: от Нью-Орлеан Пеликанс к Мемфис Гриззлис (трёхсторонний обмен с участием Шарлотт Хорнетс)[43]
  - Мемфис приобрёл Стивена Адамса, Эрика Бледсо, защищенный драфт-пик первого раунда 2022 года, права с драфта на Заира Уильямса и Джареда Батлера
  - Нью-Орлеан приобрёл Йонаса Валанчюнаса, Девонте Грэма, права с драфта на Трея Мёрфи и Брэндона Бостона
  - Шарлотт приобрёл Уэсли Айванду, права с драфта на Тайлера Харви, защищенный драфт-пик первого раунда 2022 года
29. ↑  23 июня 2022: от Сакраменто Кингз к Кливленд Кавальерс[45]
  - Кливленд приобрёл драфт-пик «Чикаго» второго раунда 2022 года
  - Сакраменто права с драфта на Александра Везенкова, денежное вознаграждение
30. 1 2  6 июля 2018: от Денвер Наггетс к Филадельфия Севенти Сиксерс[46]
  - Филадельфия приобрела Уилсона Чендлера, драфт-пик «Денвера» во втором раунде 2021 года, опцию обмена драфт-пиками второго раунда 2022 года
  - Денвер приобрёл денежное вознаграждение
31. 1 2  12 ноября 2018: от Филадельфия Севенти Сиксерс к Миннесота Тимбервулвз[47]
  - Филадельфия приобрела Джимми Батлера, Джастина Паттона
  - Миннесота приобрела Джеррида Бэйлесса, Роберта Ковингтона Дарио Шарича, драфт-пик второго раунда 2022 года
32. ↑  6 февраля 2019: от Торонто Рэпторс к Филадельфия Севенти Сиксерс[48]
  - Торонто приобрёл денежное вознаграждение
  - Филадельфия приобрела Малачи Ричардсона, права с драфта на Эмира Прелджича, драфт-пик второго раунде 2022 года
33. ↑  6 февраля 2020: от Филадельфия Севенти Сиксерс к Голден Стэйт Уорриорз[49]
  - Голден Стэйт приобрёл драфт-пик Далласа во втором раунде 2020 года, драфт-пик Денвера во втором раунде 2021 года, драфт-пик Торонто во втором раунде 2022 года.
  - Филадельфия приобрела Алека Бёркса, Гленна Робинсона
34. ↑  19 ноября 2020: от Нью-Орлеан Пеликанс к Юта Джаз[50]
  - Юта приобрела права с драфта на Элайджа Хьюза
  - Нью-Орлеан приобрёл денежное вознаграждение, драфт-пик второго раунда 2022 года
35. ↑  20 июня 2019 года: из Денвер Наггетс в Майами Хит
[52]
  - Денвер приобрёл права с драфта на Бола Бола
  - Майами приобрёл будущий выбор во втором раунде, денежное возмещение
36. ↑  10 февраля 2022 : от Даллас Маверикс к Вашингтон Уизардс[54]
  - Вашингтон приобрел Кристапса Порзингиса, драфт-пик второго раунда 2022 года
  - Даллас приобрёл Спенсера Динвидди, Дависа Бертанса
37. ↑  6 июля 2019 : от Индиана Пэйсерс к Майами Хит (трёхстороння сделка с участием Финикс Санз)[55][56]
  - Индиана приобрела Ти Джея Уоррена, драфт-пики «Майами» второго раунда 2022, 2025, 2026 годов
  - Майами приобрели права с драфта на Кея Зи Окпала
  - Финикс приобрёл денежное вознаграждение
38. ↑  7 августа 2021: от Юта Джаз к Мемфис Гриззлис[57]
  - Мемфис приобрёл права с драфта на Санти Альдаму
  - Юта приобрела права с драфта на Джареда Батлера, два будущих драфт-пика второго раунда
39. ↑  9 февраля 2022: от Мемфис Гриззлис к Портленд Трэйл Блэйзерс (трёхстороння сделка с участием Сан-Антонио Спёрс)[58]
  - Юта приобрел Никейла Александер-Уокера, Хуана Эрнангомеса
  - Сан-Антонио приобрёл Томаша Саторанского, драфт-пик второго раунда 2027 года
  - Портленд приобрёл Джо Инглса, Элайджа Хьюза, драфт-пик «Мемфиса» второго раунда 2022 года
40. ↑  10 февраля 2022 : от Финикс Санз к Индиана Пэйсерс[59]
  - Индиана приобрела Джейлена Смита, драфт-пик второго раунда 2022 года
  - Финикс приобрёл Торри Крейга, денежное вознаграждение

### Сделки в день драфта
1. ↑  23 июня 2022: от Нью-Йорк Никс к Оклахома-Сити Тандер[5]
  - Оклахома-Сити приобрела права с драфта на Усмана Дьенга
  - Нью-Йорк приобрёл три защищенных драфт-пика первого раунда 2023 года
2. 1 2 3  23 июня 2022: от Миннесота Тимбервулвз к Мемфис Гриззлис[10]
  - Мемфис приобрёл права с драфта на Джейка Ларэвиа и будущий драфт-пик второго рунда
  - Миннесота приобрела права с драфта на Уокера Кесслера и Тая Тая Вашингтона
3. ↑  23 июня 2022: от Филадельфия Севенти Сиксерс к Мемфис Гриззлис[13]
  - Мемфис приобрёл Дэнни Грина и права с драфта на Дэвида Родди
  - Филадельфия приобрела Де’Энтони Мелтона
4. ↑  23 июня 2022: от Даллас Маверикс к Хьюстон Рокетс[16]
  - Хьюстон приобрёл Бобана Марьяновича, Трея Берка, Маркеса Крисса, Стерлинга Брауна, права с драфта на Уэнделла Мура
  - Даллас приобрёл Кристиана Вуда
5. 1 2  23 июня 2022: от Хьюстон Рокетс к Миннесота Тимбервулвз[17]
  - Хьюстон приобрёл права с драфта на Тая Тая Вашингтона, драфт-пики второго раунда 2025 и 2027 годов
  - Миннесота приобрела права с драфта на Уэнделла Мура
6. ↑  23 июня 2022: от Оклахома-Сити Тандер к Денвер Наггетс[19]
  - Денвер приобрёл права с драфта на Пейтона Уотсона и два будущих драфт-пика второго раунда
  - Оклахома-Сити приобрела Джамайкла Грина и защищенный драфт-пик первого раунда 2027 года
7. ↑  23 июня 2022: от Сакраменто Кингз к Даллас Маверикс[29]
  - Даллас приобрёл приобрёл права с драфта на Джейдена Харди
  - Сакраменто драфт-пики второго раунда 2024 и 2026 годов
8. ↑  23 июня 2022: от Сан-Антонио Спёрс к Мемфис Гриззлис[33]
  - Мемфис приобрёл права с драфта Кеннеди Чандлера
  - Сан-Антонио приобрёл драфт-пик «ЛА Лейкерс» второго раунда 2024 года
9. 1 2  23 июня 2022: от Миннесота Тимбервулвз к Шарлотт Хорнетс[38]
  - Шарлотт приобрёл права с драфта на Брайса Макгауэнса
  - Миннесота приобрела права с драфта на Джоша Минотта, драфт-пик «Нью-Йорка» второго раунда 2023 года
10. 1 2  23 июня 2022: от Атланта Хокс к Голден Стэйт Уорриорз[39]
  - Атланта приобрела права с драфта на Тайриза Мартина, денежное вознаграждение
  - Голден Стэйт приобрёл права с драфта на Райана Роллинза
11. ↑  23 июня 2022: от Миннесота Тимбервулвз к Индиана Пэйсерс[44]
  - Миннесота приобрела драфт-пик второго раунда 2026 года, денежное вознаграждение
  - Индиана приобрела права с драфта на Кендалла Брауна

## Лотерея драфта
НБА ежегодно проводит лотерею перед драфтом, чтобы определить порядок выбора на драфте командами, которые не попали в плей-офф в предыдущем сезоне. Каждая команда, которая не попала в плей-офф, имеет шанс выиграть один из четырёх первых выборов, однако клубы, показавшие наихудшее соотношение побед к поражениям в прошлом сезоне имеют большие шансы на это. После того, как будут определены первые четыре выбора, остальные команды будут отсортированы согласно их результатам в предыдущем сезоне. В таблице представлены шансы команд, не попавших в плей-офф, получить номера посева от 1 до 14.
Лотерея драфта была проведена 17 мая. Она транслировалась на ESPN.
|  | Обозначает текущий результат лотереи |

| Команда                                 | Победы-поражения 2021/2022 | Лотерейные шансы | Лотерейные вероятности | Лотерейные вероятности | Лотерейные вероятности | Лотерейные вероятности | Лотерейные вероятности | Лотерейные вероятности | Лотерейные вероятности | Лотерейные вероятности | Лотерейные вероятности | Лотерейные вероятности | Лотерейные вероятности | Лотерейные вероятности | Лотерейные вероятности | Лотерейные вероятности |
| Команда                                 | Победы-поражения 2021/2022 | Лотерейные шансы | 1-е                    | 2-е                    | 3-е                    | 4-е                    | 5-е                    | 6-е                    | 7-е                    | 8-е                    | 9-е                    | 10-е                   | 11-е                   | 12-е                   | 13-е                   | 14-е                   |
| --------------------------------------- | -------------------------- | ---------------- | ---------------------- | ---------------------- | ---------------------- | ---------------------- | ---------------------- | ---------------------- | ---------------------- | ---------------------- | ---------------------- | ---------------------- | ---------------------- | ---------------------- | ---------------------- | ---------------------- |
| Хьюстон Рокетс                          | 20-62                      | 140              | 14.0 %                 | 13.4 %                 | 12,7 %                 | 11.9 %                 | 47.9 %                 | -                      | -                      | -                      | -                      | -                      | -                      | -                      | -                      | -                      |
| Орландо Мэджик                          | 22-60                      | 140              | 14,0 %                 | 13.4 %                 | 12.7 %                 | 11.9 %                 | 27.8 %                 | 20.0 %                 | -                      | -                      | -                      | -                      | -                      | -                      | -                      | -                      |
| Детройт Пистонс                         | 23-59                      | 140              | 14.0 %                 | 13.4 %                 | 12.7 %                 | 12.0 %                 | 14,8 %                 | 26.0 %                 | 7.0 %                  | -                      | -                      | -                      | -                      | -                      | -                      | -                      |
| Оклахома-Сити Тандер                    | 24-58                      | 125              | 12.5 %                 | 12,2 %                 | 11.9 %                 | 11.5 %                 | 7.2 %                  | 25.7 %                 | 16.7 %                 | 2.2 %                  | -                      | -                      | -                      | -                      | -                      | -                      |
| Индиана Пэйсерс                         | 25-57                      | 105              | 10.5 %                 | 10.5 %                 | 10.6 %                 | 10.5 %                 | 2.2 %                  | 19,6 %                 | 26.7 %                 | 8.7 %                  | 0.6 %                  | -                      | -                      | -                      | -                      | -                      |
| Портленд Трэйл Блэйзерс                 | 27-55                      | 90               | 9.0 %                  | 9.2 %                  | 9.4 %                  | 9.6 %                  | -                      | 8.6 %                  | 29,8 %                 | 20.6 %                 | 3.7 %                  | 0.1 %                  | -                      | -                      | -                      | -                      |
| Сакраменто Кингз                        | 30-52                      | 75               | 7.5 %                  | 7.8 %                  | 8.1 %                  | 8,5 %                  | -                      | -                      | 19.7 %                 | 34.1 %                 | 12.9 %                 | 1.3 %                  | <0.1 %                 | -                      | -                      | -                      |
| Лос-Анджелес Лейкерс (в Нью-Орлеан)     | 33-49                      | 60               | 6.0 %                  | 6.3 %                  | 6.7 %                  | 7.2 %                  | -                      | -                      | -                      | 34,5 %                 | 32.1 %                 | 6.7 %                  | 0.4 %                  | <0.1 %                 | -                      | -                      |
| Сан-Антонио Спёрс                       | 34-48                      | 45               | 4.5 %                  | 4.8 %                  | 5.2 %                  | 5.7 %                  | -                      | -                      | -                      | -                      | 50,7 %                 | 26.9 %                 | 3.0 %                  | 0.1 %                  | <0.1 %                 | -                      |
| Вашингтон Уизардс                       | 35-47                      | 30               | 3.0 %                  | 3.3 %                  | 3.6 %                  | 4.0 %                  | -                      | -                      | -                      | -                      | -                      | 65,9 %                 | 19.0 %                 | 1.2 %                  | <0.1 %                 | <0.1 %                 |
| Нью-Йорк Никс                           | 37-45                      | 20               | 2.0 %                  | 2.2 %                  | 2.4 %                  | 2.8 %                  | -                      | -                      | -                      | -                      | -                      | -                      | 77,6 %                 | 12.6 %                 | 0.4 %                  | <0.1 %                 |
| Лос-Анджелес Клипперс (в Оклахома-Сити) | 42-40                      | 15               | 1.5 %                  | 1.7 %                  | 1.9 %                  | 2.1 %                  | -                      | -                      | -                      | -                      | -                      | -                      | -                      | 86,1 %                 | 6.7 %                  | 0.1 %                  |
| Шарлотт Хорнетс                         | 43-39                      | 10               | 1.0 %                  | 1.1 %                  | 1.2 %                  | 1.4 %                  | -                      | -                      | -                      | -                      | -                      | -                      | -                      | -                      | 92,9 %                 | 2.3 %                  |
| Кливленд Кавальерс                      | 44-38                      | 5                | 0.5 %                  | 0.6 %                  | 0.6 %                  | 0.7 %                  | -                      | -                      | -                      | -                      | -                      | -                      | -                      | -                      | -                      | 97,6 %                 |